# 東園駅
東園駅（ひがしそのえき）は、長崎県諫早市多良見町東園にある、九州旅客鉄道（JR九州）長崎本線（長与支線）の駅である。

## 歴史
- 1966年（昭和41年）10月1日：日本国有鉄道が開設[2]。元は信号場（昭和36年10月1日開設）だった[3]。信号場時代と、駅昇格後しばらくは、列車交換可能であった。
- 1974年（昭和49年）3月5日：駅員無配置駅となる[4]。
- 1987年（昭和62年）4月1日：国鉄分割民営化により九州旅客鉄道が継承[3]。
- 2000年（平成12年）3月：長崎寄りに数十メートル移転[5]、旧ホームは地下道を通った海側に位置していた。
- 2012年（平成24年）12月1日：ICカード「SUGOCA」の利用を開始[6]。

## 駅構造
単式ホーム1面1線を有する地上駅。ホームへつながる道路との段差はほとんどない。
無人駅で現在は駅舎は無い。ホーム大草方にある待合室に近距離用の自動券売機が1台設置されている。

## 利用状況
- 2016年度の1日平均乗車人員は69人である[7]。
- 2017年度分から非公表。

| 乗車人員推移 | 乗車人員推移 |
| 年度         | 1日平均人数  |
| ------------ | ------------ |
| 2000         | 94           |
| 2001         | 94           |
| 2002         | 88           |
| 2003         | 91           |
| 2004         | 92           |
| 2005         | 88           |
| 2006         | 96           |
| 2007         | 99           |
| 2008         | 96           |
| 2009         | 91           |
| 2010         | 92           |
| 2011         | 85           |
| 2012         | 84           |
| 2013         | 78           |
| 2014         | 73           |
| 2015         | 73           |
| 2016         | 69           |

## 駅周辺
- 諫早市役所多良見支所大草出張所
- 国道207号 - 少し離れている。
- 長崎県交通局（県営バス）東園停留所 - 駅から徒歩11分。
- 大村湾

## 隣の駅
九州旅客鉄道（JR九州）
■長崎本線（長与支線）
喜々津駅 - 東園駅 - 大草駅